# Viktor Lazlo
Sonia Dronier, mais conhecida como Viktor Lazlo (Lorient, 7 de outubro de 1960) cantora e atriz franco-belga de ascendência granadina e martiniquense. Ela estudou na Bélgica, onde é mais conhecida. Seu maior sucesso foi "Breathless" em 1987. Naquele ano, ela também apresentou o Festival Eurovisão da Canção 1987, realizado em Bruxelas.

## Discografia

### Álbuns
A maioria de seus álbuns foi lançada em uma versão em inglês / internacional e uma versão em francês. A discografia lista os dois álbuns (nomeando primeiro a versão internacional). Além disso, vários álbuns de compilação foram lançados. A discografia lista apenas os álbuns lançados por gravadoras com as quais ela havia assinado naquele momento.
Em 1987, um clipe vocal de Lazlo anunciando 'Alemanha, doze pontos!' no Eurovision Song Contest foi amostrado em 'Okay!' por Okay!, um recorde de dança que alcançou o primeiro lugar na Áustria e o segundo na Alemanha.
- 1985 She / Canoë Rose
- 1987 Viktor Lazlo
- 1989 Hot & Soul / Club Desert
- 1990 Sweet, Soft N' Lazy (The Exclusive Collection) (official compilation album, incl. several new songs)
- 1991 My Delicious Poisons / Mes poisons délicieux
- 1993 Sweet, Soft & Lazy: The Very Best Of (the first official "best of"-album)
- 1996 Back to Front / Verso
- 2002 Loin de Paname (album of French chansons)
- 2002 Amour(s)
- 2004 Saga
- 2007 Begin The Biguine
- 2012 My Name is Billie Holiday
- 2017 Woman

### Singles
Os lançamentos de singles diferiram de país para país. Os colchetes indicam onde o single foi lançado. Int = internacional.
- 1984 "Backdoor Man" (int)
- 1985 "Canoë Rose" (França)
- 1985 "Last Call for an Angel" (Bélgica)
- 1985 "Slow Motion" (int)
- 1986 "Pleurer des rivières" (França)
- 1986 "Sweet Soft & Lazy" (int)
- 1987 "Breathless" (int)
- 1987 "Take Me" (Alemanha)
- 1988 "You Are My Man" (int)
- 1988 "Amour Puissance Six" (int)
- 1989 "City Never Sleeps" (int)
- 1989 "In The Midnight Sky" (Alemanha)
- 1990 "Das Erste Mal Tat's Noch Weh" (dueto com Stefan Waggershausen) (Alemanha)
- 1990 "Jesse" (dueto com Stefan Waggershausen) (Alemanha)
- 1990 "Ansiedad" (int)
- 1991 "Baiser sacré" (dueto com Xavier Deluc) (França)
- 1991 "Teach Me To Dance" (int)
- 1991 "Love Insane" (int)
- 1991 "Balade De Lisa" (França)
- 1993 "The Dream Is in Our Hands" (int)
- 1993 "Vattene amore" (dueto com Amedeo Minghi) (Itália)
- 1994 "Engel Wie Du" (dueto com Juliane Werding / Maggie Reilly) (Alemanha)
- 1996 "My Love" (int)
- 1996 "Turn It All Around" (int)
- 1998 "Besame Mucho" (dueto com Raul Paz) (int)
- 1999 "Le message est pour toi" (duet with Biagio Antonacci) (int)
- 2002 "The Sound Of Expectation" (single promocional para "Amour(s)")
- 2004 "Love To Love You Baby" (int)
- 2004 "Total Disguise" (dueto com Serhat) (Inglês)
- 2007 "J'attends" (single promocional para "Begin The Biguine")
- 2016 "Promised Land"
- 2017 "Lola & Jim"
- 2017 "Debout"